# نادي الاتحاد القاسمي
الاتحاد القاسمي لكرة القدم من الفرق المغربية الضاربة في القدم حيث تأسس سنة 1927. من مدينة سيدي قاسم.

## إنجازات الفريق
لم يسبق لفريق اتحاد سيدي قاسم وان فاز بالبطولة الوطنية المغربية ولكنه كان قاب قوسين أو أدنى من احرازها مرتيين.
- الوصول مرتين لنهائي كأس العرش موسمي 74 /75 و/80/79 في الأولى :انهزمو أمام شباب المحمدية ب 2 ل0 والثانية مع المغرب الفاسي ب اصابة لصفر.
- بطل القسم الوطني الثاني 3 مرات.
- لعب كأس المغرب الكبير وانهزمو امام النجم الساحلي التونسي ب 3 اصابات 2.
- بالنسبة للفئات الصغرى فقد حقق الفتيان موسم 1970-1971 البطولة وقد انتصرو على الرجاء البيضاوي ب 4/3 في ملعب الأب جيكو أما الشبان فقد تأهلو مرتيين للنهاية.